# هنجن
هَنجَن روستایی در دهستان برزرود از توابع بخش مرکزی شهرستان نطنز واقع در شمال استان اصفهان است. این روستا در فاصله ۲۰ کیلومتری شمال‌غربی شهر نطنز و کیلومتر ۷۲ جاده قدیم کاشان - نطنز در ارتفاع ۱۵۶۰ متری کوهستان کرکس در دره رودخانه برز قرار دارد. موقعیت کوهستانی و مرتفع بودن این روستا آن را از سایر روستاها و شهرهای کویر مرکزی ایران متمایز می‌سازد. هنجن از روستاهای گردشگرپذیر منطقه است، گرچه امکانات لازم برای پذیرایی از گردشگران را ندارد.
اطلاعات چندانی راجع‌به تاریخ این منطقه در دسترس نیست، برخی مورخان تاریخ آباد شدن این منطقه و دِهات اطراف آنرا به دوران حمله مغول و پناه آوردن مردم اصفهان و کاشان به کوه‌های امن این منطقه نسبت می‌دهند. هنجن دارای آب و هوایی کوهستانی و معتدل تا خشک است، رودخانه برزرود از شمال آن و رودخانه چیمه‌رود از میان آن می‌گذرد. هنجن به خاطر موقعیت کوهستانی‌اش توانسته بسیاری از ویژگی‌های کهن و اصیل خود را حفظ نماید، مردم هنجن دارای ویژگی‌ها، آداب و رسوم، زبان و معماری خاص خود هستند.
پیشه ساکنان آن کشاورزی، دامداری و باغداری است، زنان نیز به صنایع دستی به ویژه قالیبافی و گلیم‌بافی مشغول هستند، فرش کاشان در این روستا نیز بافته می‌شود. معماری هنجن با معماری کویر ایران تفاوت دارد و روستا بر پایه معماری کوهپایه‌ای و کوه‌نشینی بنا شده است. زبان هنجن از ویژگی‌های خاص این روستا است، مردم این روستا و روستاهای اطراف به گویش راجی از زبان فارسی که نزدیک به زبان فارسی میانه است سخن می‌گویند.

## تاریخچه
این ده و آبادی‌های اطراف آن در تقسیمات کشوری گاهی جزو اصفهان و گاه جزو بلوک کاشان به حساب می‌آمده، برخی مورخان تاریخچه سکونت در این منطقه را به دوران حمله مغول و ناامنی‌های منطقه و به تبع آن روی آوردن مردم به این کوهستان نسبت داده‌اند، گرچه وجود آثار تاریخی متعدد و وجود آثار تاریخی قبل اسلام در این منطقه نشان از آبادانی آن در گذشته‌های دور دارد.

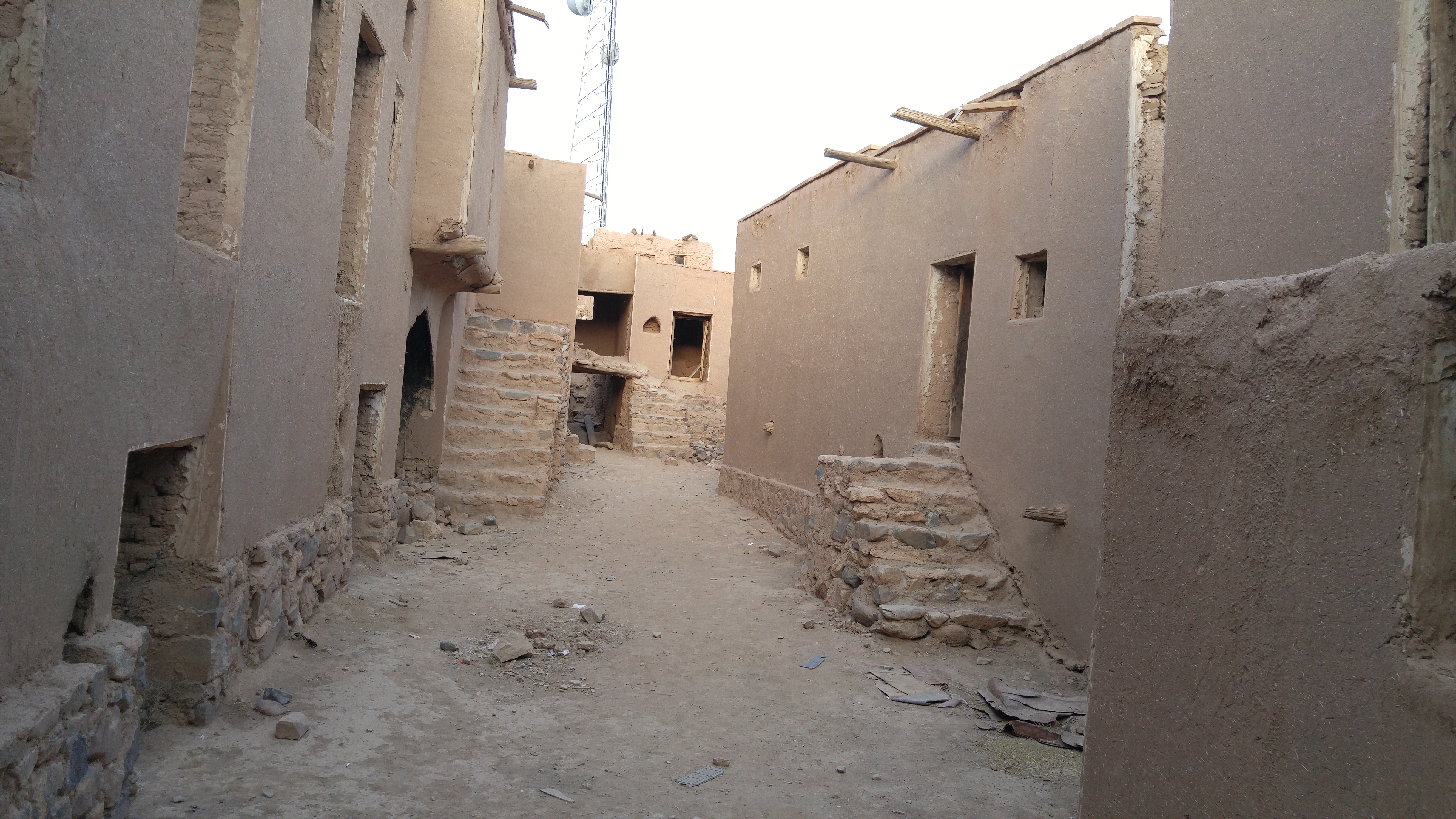
نمای داخلی قلعه هنجن

وجود آثاری مانند قلعه هنجن متعلق به دوران سلجوقیان نشان از آبادانی این روستا در دوران بعد از اسلام نیز دارد. اوج شکوفایی هنجن به دوران صفویه و قاجار مربوط می‌شود.
پرسی سایکس تاریخ‌نگار و نظامی بریتانیایی که مدتی در  ایران اقامت داشت درباره این روستا چنین گفته است: «هنجن دهکده‌ای با فاصله نزدیک به ده مایل از شمال باختری نطنز واقع در جاده کاشان است» وی در ادامه می‌افزاید: «نوعی فرش نامرغوب در این ده بافته می‌شود».

## جغرافیا

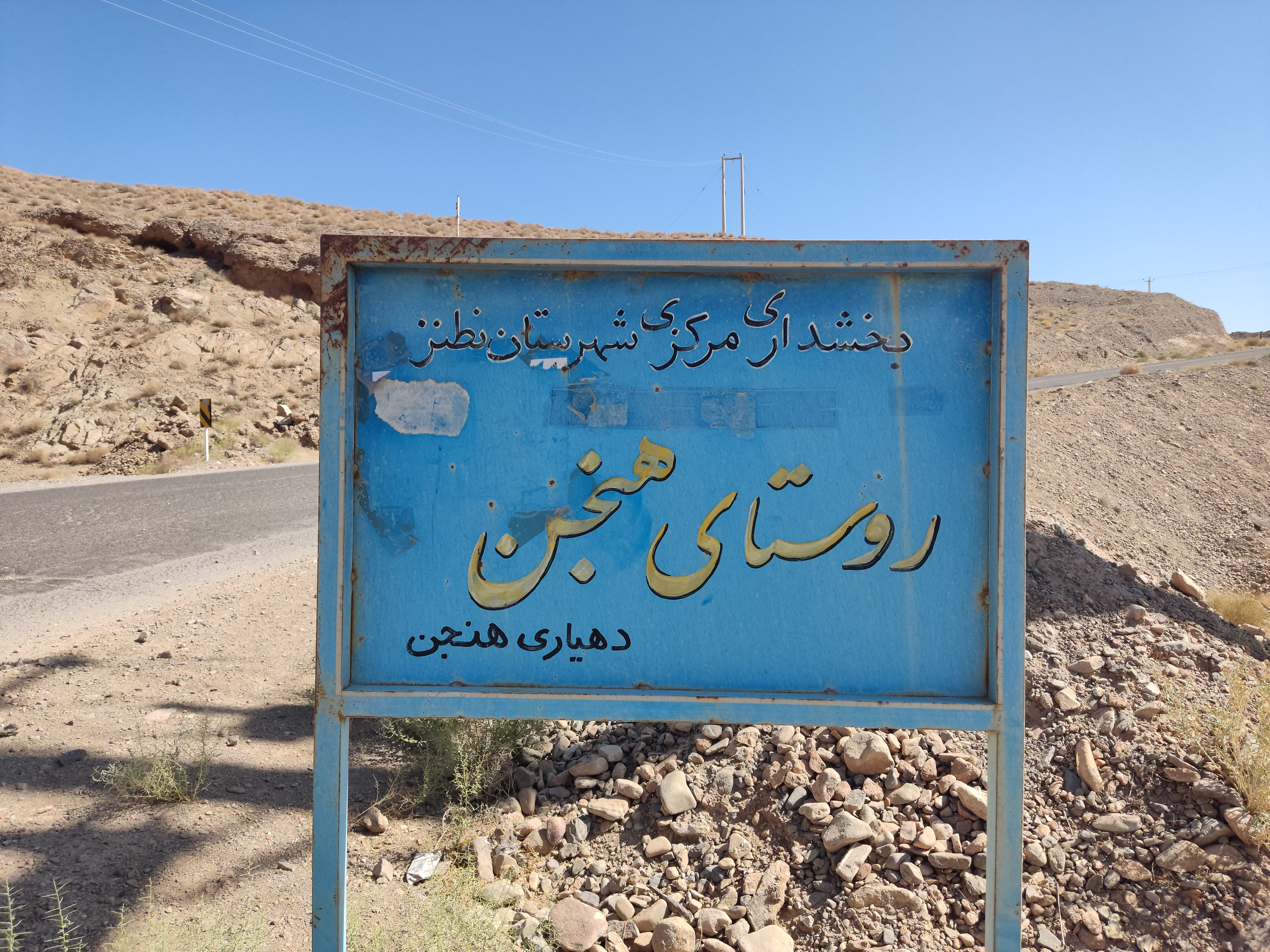
تابلوی ورودی روستا

نقشه نطنز و روستاهای اطراف آن، هنجن با رنگ متفاوت نشان داده شده است

هنجن در شهرستان نطنز در استان اصفهان در فاصله ۲۰ کیلومتری شمال‌غربی شهر نطنز در مختصات جغرافیایی ۵۱ درجه و ۴۴ دقیقه طول شرقی و ۳۳ درجه و ۶۷ دقیقه عرض شمالی واقع در مرکز ایران است. رودخانه چیمه رود از میان روستا و برزرود از شمال ده می‌گذرد و همچنین کوههای «الوزه» و «برزقو» از سلسله کوه‌های کرکس در نزدیکی روستا قرار دارند. هنجن در اقلیم خشک کوهستانی بوده و در ارتفاع ۱۵۶۸ متری از سطح دریا واقع شده است. هنجن نخستین روستای دره برزرود است، مجموعه روستاهای دره برزرود از هنجن آغاز و در ابیانه در انتهای دره پایان می‌یابد.

## ساختار روستایی

### معماری
سبک معماری هنجن و دیگر روستاهای دره برزرود، به صورت متراکم و کوهستانی است، ساختمان‌ها برروی صخره‌ها و سنگ‌ها استوار هستند. وحدت و هماهنگی فرمها، رنگ و اشکال ساختمان‌ها از ویژگی‌های بارز معماری روستا است؛ از ویژگی‌های مهم معماری روستا، اجتماع خانه‌ها و بناها پیرامون مراکز مذهبی همچون مسجد و حسینیه است. هنجن از دو محله اصلی به‌نام «بالا محله» و «پایین محله» تشکیل شده است که در اطراف این محلات خرده محله‌های دیگری نیز وجود دارند.

### آثار تاریخی

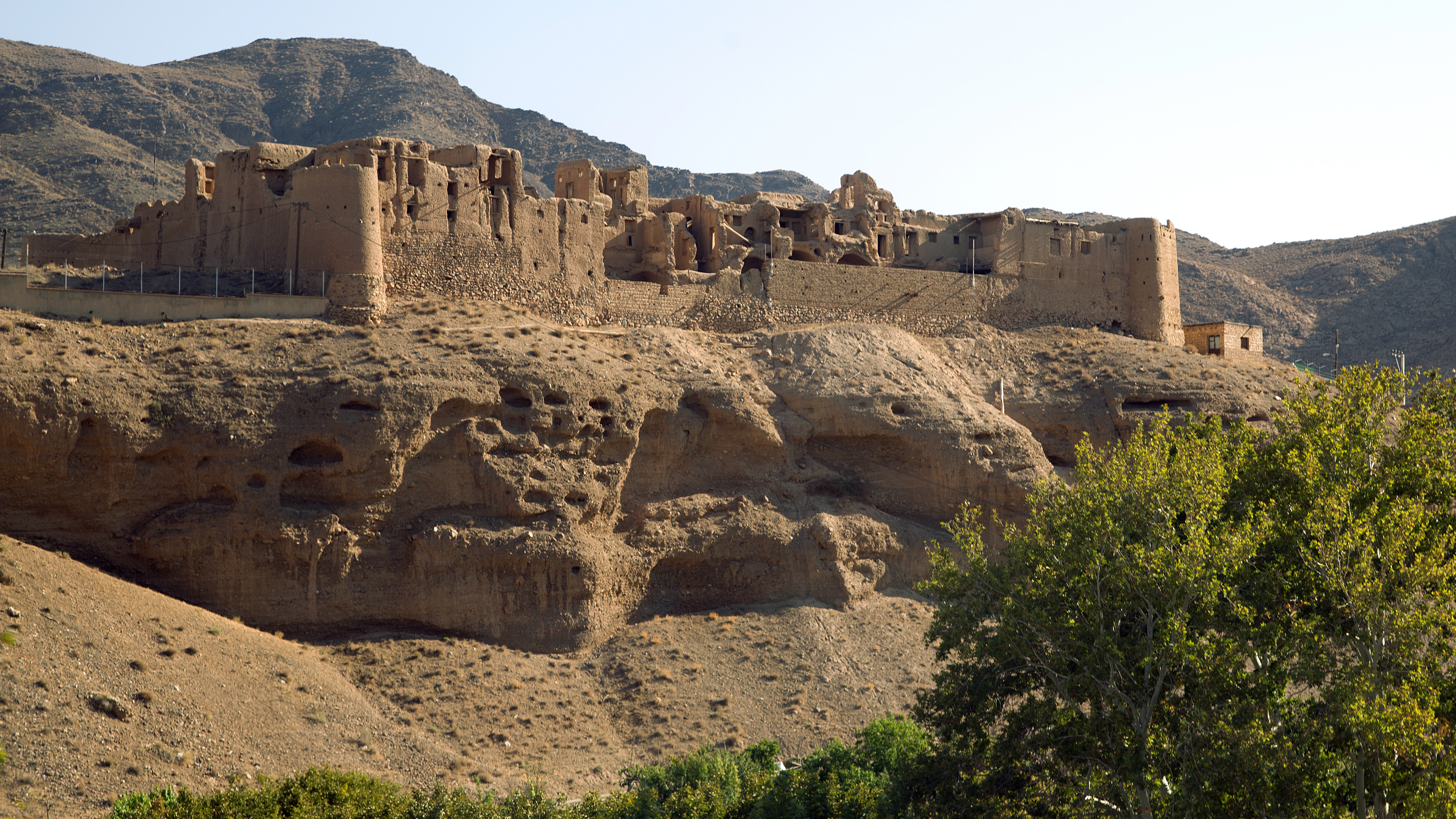
قلعه هنجن

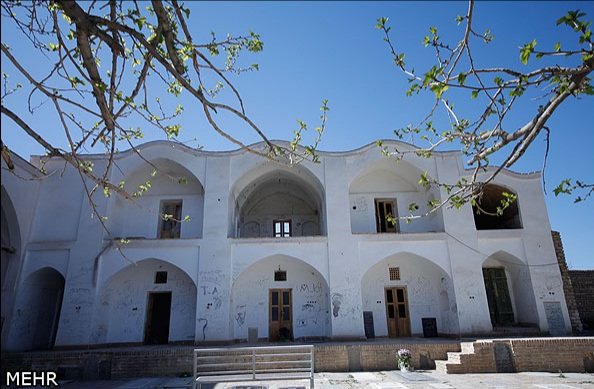
امامزاده داوود متعلق به دوران صفوی

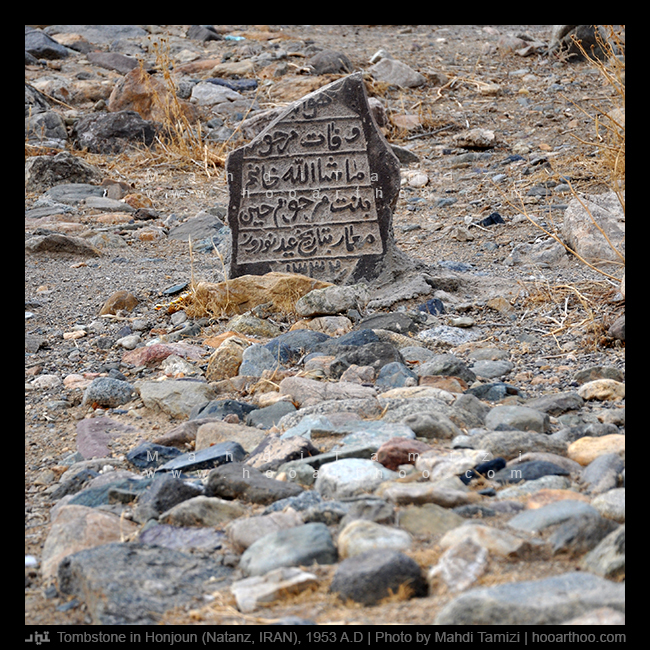

بارز ترین اثر تاریخی هنجن قلعه هنجن است که قدمتش به دوره سلجوقیان بازمی‌گردد، هر خانواده روستایی در این قلعه دارای یک اتاق بوده‌اند که هنگام ناامنی حمله اشرار به آنجا پناه می‌بردند، قرار گرفتن قلعه در لبه پرتگاه و همچنین اختلاف ارتفاع قلعه از سطح زمین و در نهایت مستحکم بودن بنا، دسترسی به داخل قلعه را مشکل می‌ساخته است. درون قلعه معابر و اتاق‌های دو تا سه طبقه‌ای وجود دارند. در هنجن دو امامزاده به نام «امامزاده داود» و «بی‌بی زینب خاتون» وجود دارد که برپایه معماری ایرانی ساخته شده‌اند. مسجد جامع هنجن نیز یکی از بناهای تاریخی روستا است که قدمت آن به دوران فتحعلی شاه قاجار می‌رسد، این مسجد از دیرباز محل برگزاری مراسم‌های مذهبی مردم روستا بوده است.

## جمعیت‌شناسی و فرهنگ
مردم روستا بخاطر موقعیت ویژه آن توانسته‌اند بسیاری از ویژگی‌های فرهنگ اصیل ایرانی خود از جمله پوشاک و زبان خود را حفظ کنند، مردم هنجن به گویش راجی از زبان فارسی سخن می‌گویند، این زبان به زبان پهلوی ساسانی نزدیکی دارد. مردم هنجن مسلمان و شیعه مذهب هستند.

### گویش
مردم هنجن به گویش راجی هنجنی از زبان فارسی سخن می‌گویند، این گویش از گویش‌های کهن ایران است که در مرکز ایران گویش می‌شود. گویش راجی هنجن به نسبت دیگر مناطق راجی زبان نزدیکی بیشتری با فارسی معیار دارد.
نمونه‌هایی از تک‌هجایی‌های زبان راجی:
| راجی هنجن | آوانگاری | فارسی  |
| پی‌تِن      | pi-ten   | پیچیدن |
| ری‌تِن      | ri-ten   | ریختن  |
| رُتِن       | ro-ten   | رفتن   |
| واتِن      | va-ten   | گفتن   |
| سُتِن       | so-ten   | سوختن  |

### پوشاک
پوشاک مردان این روستا شامل پیراهن، آرخالیق، گیوه، شال کمر و شلواری مشکی رنگ است. زنان روستای نیز عموما از لباس‌هایی همچون چارقد، چادرشب، شلوار قردار، پیراهن راسته، و گیوه استفاده می‌کنند.

### جمعیت
طبق سرشماری مرکز آمار ایران در سال ۱۳۹۰ جمعیت روستا ۱۹۷ نفر بوده است، اما طبق اطلاعات میدانی به‌دست آمده از روستا، جمعیت روستا ۱۳۰ نفرشـامل ۵۹ خـانوار بـا بعد خانواری ۴ نفر است.

## اقتصاد
اقتصاد مردم هنجن برپایه زراعت، دامداری و خدمات است. گلابی، خرمالو، گردو، سیب، انجیر و انار مهمترین تولیدات باغی روستا است؛ همچنین گندم، جو، صیفی‌جات و تره‌بار از دیگر محصولات زراعی هنجن است که اقتصاد روستا برپایه تولید و فروش این محصولات است. با توجه به رونق کشاورزی در هنجن، اهالی روستا برای گسترده کردن اقتصاد روستا، شرکتی به نام «شرکت زراعی هنجن» تأسیس کردند که جزو تولیدکنندگان بزرگ محصولات کشاورزی شهرستان نطنز است، به طوریکه بزرگترین مزرعه جو شهرستان نطنز متعلق به شرکت زراعی هنجن و در این روستا قرار دارد. هنجن ظرفیت بالایی در جذب گردشگر و بهره‌گیری از اقتصاد گردشگری دارد، اما امکانات لازم برای این کار در این روستا وجود ندارد.